# Louise Gunning
Louise Gunning (Boston, 1 de abril de 1878-Sierra Madre, 24 de julio de 1960) fue una soprano estadounidense popular en Broadway en la comedia musical y la ópera cómica eduardiana desde finales de la década de 1890 hasta vísperas de la Primera Guerra Mundial. Quizás fue mejor recordada como la princesa Estefanía de Balaria en la producción de Broadway de 1911 de La princesa de los Balcanes. Durante los años de la guerra, Gunning comenzó a cerrar su carrera cantando en el circuito de vodevil.

## Primeros años de vida y carrera
Gunning nació el 1 de abril de 1878 en Boston, Massachusetts, y más tarde vivió en Brooklyn, Nueva York, donde su padre era ministro bautista. Su madre, Mary Gunning, era directora de coro y, además de a su hija, también formó a la actriz de cine mudo Lucille Lee Stewart. Gunning hizo sus primeras apariciones en el escenario como cantante de coro en un espectáculo de Frank Daniels y luego como solista cantando baladas escocesas. En 1897 (en la época del divorcio de sus padres) apareció en una producción neoyorquina de The Circus Girl, seguida en rápida sucesión por actuaciones en las comedias de farsa de Charles H. Hoyt A Stranger in New York, A Milk White. Bandera y Un día y una noche . En el otoño de 1899 cantó en la exitosa farsa musical de los Rogers Brothers , The Roger Brothers in Wall Street, en el antiguo Victoria Theatre de Nueva York.
En 1902 Gunning cantó It Seems Like Yesterday en la comedia musical de Isidore Witmark y Frederic Ranken The Chaperons en el Cherry Blossom Theatre, Washington D. C. y al año siguiente en el Herald Square Theatre interpretó a Arabella en el musical Mr. Pickwick, de la novela de Charles Dickens Los papeles de Pickwick. En el otoño de 1903, Gunning estaba de gira con la compañía de Frank Daniel interpretando a Euphemia en The Office Boy de Engländer y Smith, y al año siguiente apareció en el Teatro Broadway como Laura Skeffington en la comedia musical de Stang y Edwards, Love's Lottery . Gunning fue Pepi Gloeckner en La gallina blanca de Gustave Kerker y Roderic C. Penfield en febrero de 1906 en el Casino Theatre, y más tarde ese año protagonizó el vodevil con la organización Shubert en la ópera ligera Véronique. Interpretó a Sophia en noviembre de 1907 en la ópera cómica Tom Jones en el Astor Theatre, y en octubre de 1908 el papel principal en la opereta cómica de Frank Pixley y Gustave Luders, Marcelle, representada en el Casino Theatre.

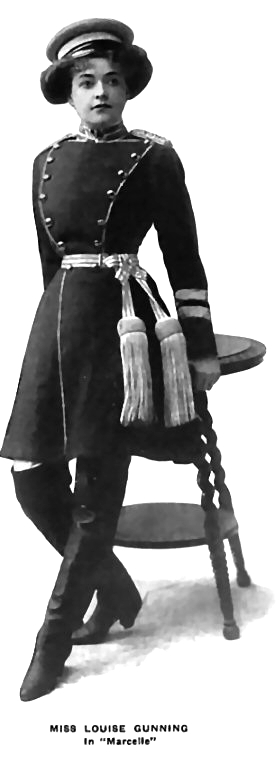
Louise Gunning como Marcelle, 1908.

En febrero de 1911, Gunning actuó por primera vez en The Balkan Princess como la princesa Stephanie en el Herald Square Theatre, y luego continuó la presentación la semana siguiente en el Casino Theatre antes de embarcarse en una larga gira más adelante ese mismo año. En mayo de 1911, Gunning interpretó a Josephine en una reposición de dos meses de H.M.S. Pinafore en el Casino Theatre y, en el Broadway Theatre en marzo de 1913, fue Annabel Vandeveer en The American Maid, una ópera cómica de corta duración de John Philip Sousa y Leonard Liebling. Se unió a la sociedad anónima de la Academia de Música de Brooklyn en mayo de 1914, para ser estrella invitada como Mary en Forty-Five Minutes from Broadway. Según se informa, Gunning se vio obligado a cancelar una gira europea y regresar a América cuando en 1914 la guerra amenazó el continente. En 1915 comenzó una serie de compromisos de canto de vodevil que continuarían hasta principios de la década de 1920.

## Vida personal
En octubre de 1903, Gunning se casó con Frederick Pitney, propietario de una compañía de taxis de Nueva York, y casi ese mismo día, dos años después, dio a luz a una niña, Louise Adelaide Pitney. El matrimonio terminó en algún momento antes de la mitad de la década siguiente. En 1915, Gunning había comprado un rancho en Sierra Madre, California, que mantendría durante el resto de su vida. El 7 de julio de ese año se casó con el concertista de violinista de origen alemán Oskar Seiling. Originario de Múnich, Seiling nació el 7 de julio de 1880, hijo de Jakob y Elizabeth (de soltera Hehle) Seiling. Asistió a la Real Academia del Arte de la Música de Múnich y a la Universidad de Múnich y fue alumno de Joseph Joachim en Berlín. Antes de llegar a Estados Unidos, aproximadamente a la edad de 26 años, Seiling había realizado considerables trabajos de concierto en Alemania e Inglaterra.
En Estados Unidos, Seiling actuó en conciertos y con grupos de música de cámara antes de dedicarse a la docencia. Enseñó en Occidental College y, de 1907 a 1912, fue jefe del Departamento de Violín de la Universidad del Sur de California y a partir de 1913 ocupó el mismo cargo durante siete años en la Universidad de Redlands. Más tarde, Seiling enseñó de forma privada en su estudio de música en Los Ángeles y organizó la Sociedad de Música Brahms de Los Ángeles. Durante un tiempo, Gunning y su esposo eran conocidos por organizar eventos musicales al aire libre en su rancho Sierra Madre que atraían a amantes de la música de todas partes del estado.
Gunning murió, a los 81 años, el 24 de julio de 1960, en Sierra Madre. Le precedió en la muerte su esposo el 7 de diciembre de 1958. Ambos están enterrados en el Cementerio de Pioneros de Sierra Madre.